# Hordiivka, Dzerjînsk
Hordiivka (în ucraineană Гордіївка) este o comună în raionul Dzerjînsk, regiunea Jîtomîr, Ucraina, formată numai din satul de reședință.

## Demografie
Componența lingvistică a satului Hordiivka
     Ucraineană (99,3%)
     Alte limbi (0,7%)
Conform recensământului din 2001, majoritatea populației satului Hordiivka era vorbitoare de ucraineană (99,3%), existând în minoritate și vorbitori de alte limbi.